# Asiosilis septemcrassa
Asiosilis septemcrassa es una especie de coleóptero de la familia Cantharidae.

## Distribución geográfica
Habita en Brunéi.